# Contea di Yongshou
La contea di Yongshou (永寿县S, Yǒngshòu XiànP) è una contea della Cina, situata nella provincia dello Shaanxi e amministrata dalla prefettura di Xianyang.